# Penater
Penater, eller på latin Penates eller Di Penates, var i romersk religion hos forntidens romare skyddsgudar för hus och härd. Deras namn är besläktat med ordet penu, "förråd", då husets välstånd berodde på penaterna.

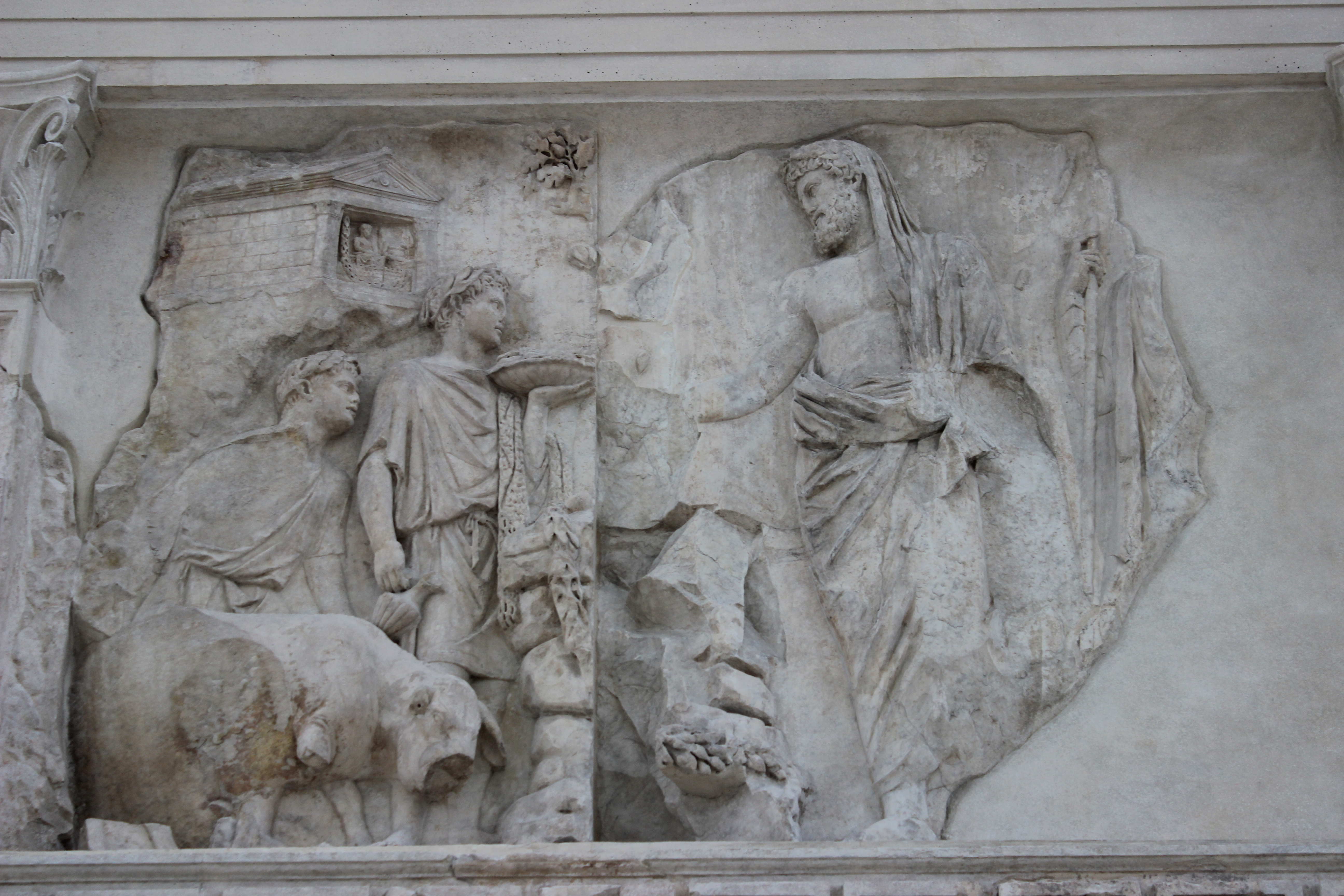
Relief från Ara Pacis som visar ett offer utfört av Aeneas. I bakgrunden ett litet tempel för Aeneas penater.

Penaternas dyrkan var närmast förenad med Vesta (gudinnan för härden) och invid denna stod också deras bilder. Elden på härden var helgad åt dem. De stod i föreställningen nära larerna men skilde sig från dem genom att larerna ofta sammanföll med förfädernas andar, liksom genom den vård, som de tänktes ägna åt själva hushållet eller husets förråd. Till en början tänktes de utan bestämd personlighet och dyrkades utan bild men personifierades senare i form av gudar valda ur den erkända gudakretsen och dessas bilder fick då plats på härden.
Penaternas kult ansågs på republikens tid ha kommit från Lanuvium och Alba Longa, men den augustinska teologin lät dessa ställen vara endast mellanstationer. Efter Trojas fall skulle Aeneas på sin flykt ha tagit med stadens skyddsgudar, som sålunda överflyttades till Lanuvium och Alba Longa samt slutligen till Rom. De romerska penaterna, dvs staden Roms skyddsgudar, hade sin plats i Vestas helgedom, där den heliga elden brann och där det även fanns ett förrådsrum med det som behövdes till offren. 